# Bjarne Andersson
Bjarne Andersson (né le 28 avril 1940 à Ödeshög et mort le 11 août 2004 à Mora) est un fondeur suédois.

## Jeux olympiques
- Jeux olympiques d'hiver de 1968 à Grenoble 
  -  Médaille d'argent en relais 4×10 km.